# Opéra national du pays de Galles
L'Opéra national du pays de Galles, Welsh National Opera (en anglais), Opera Cenedlaethol Cymru (en gallois), est une compagnie lyrique fondée à Cardiff en 1946. Il se produit au pays de Galles (Royaume-Uni) et dans le reste du monde. Il donne plus de 120 représentations par an pour un public supérieur à 150 000 spectateurs. Il se produit notamment à Cardiff, Llandudno et Swansea, au pays de Galles, mais aussi à Bristol, Birmingham, Liverpool, Milton Keynes, Oxford, Plymouth et à Southampton en Angleterre. Puisqu'il se produit davantage en Angleterre qu'au pays de Galles, le Arts Council England est de loin sa principale source de financement, devant le Arts Council of Wales.
Bien que les productions soient généralement chantées en anglais, depuis les années soixante-dix, les langues originales sont de plus en plus souvent employées (avec des surtitrages).
En 2004, le WNO a acquis son siège permanent au sein du Wales Millennium Centre.

## Directeurs musicaux
- Vilém Tauský (1951-1956)[1]
- Warwick Braithwaite (1956–1960)
- Sir Charles Groves (1961–1963)
- Bryan Balkwill (1963–1967)
- Sir Richard Armstrong (1973–1986)
- Sir Charles Mackerras (1987–1992)
- Carlo Rizzi (1992–2001)
- Tugan Sokhiev (2003–2004)
- Carlo Rizzi (2004–2007)
- Lothar Koenigs (2009-2016)
- Tomas Hanus (depuis 2016)

## Récompenses
Les chœurs recoivent un International Opera Award en 2015. 